# لوکونور
لوکونور یک آبخوست و منطقه شهرداری در ایالت چوک، ایالات فدرال میکرونزی است.
این آب‌سنگ حلقوی کوچک بخشی از جزایر نوموئی است که در ۲۶۴ کیلومتر (۱۶۴ مایل) جنوب خاوری تالاب چوک قرار دارد.

## تاریخچه
نخستین اروپایی که به این آبخوست وارد شد، یک کاشف اسپانیایی به نام آلوارو د ساویدرا بود. او مدت کوتاهی پس از اوت ۱۵۲۸ در نخستین تلاش خود برای بازگشت به اسپانیای نو وارد این آبخوست شد.

## نگارخانه

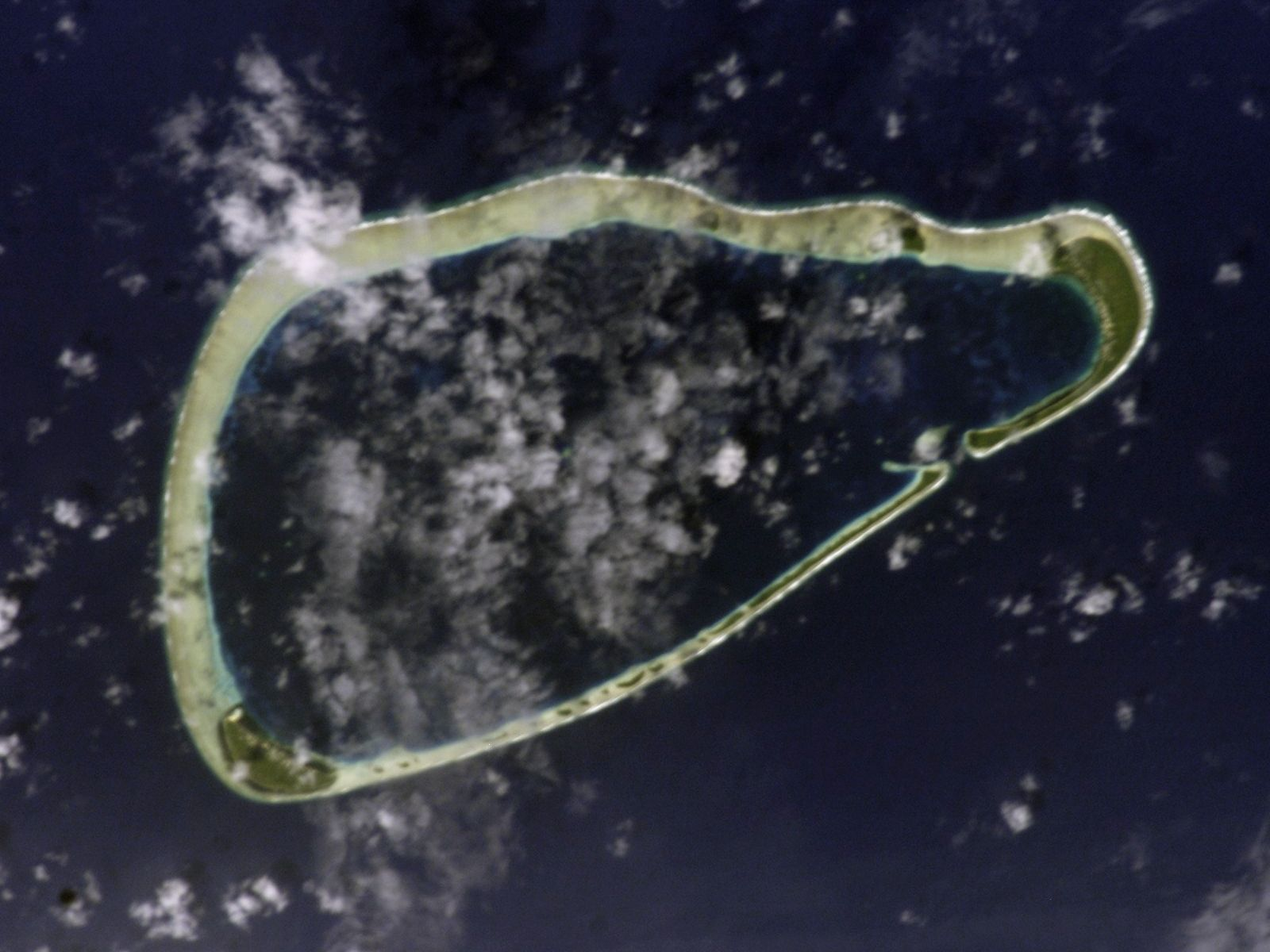
آب‌سنگ حلقوی لوکونور از دید ماهواره اداره کل ملی هوانوردی و فضا (ناسا)
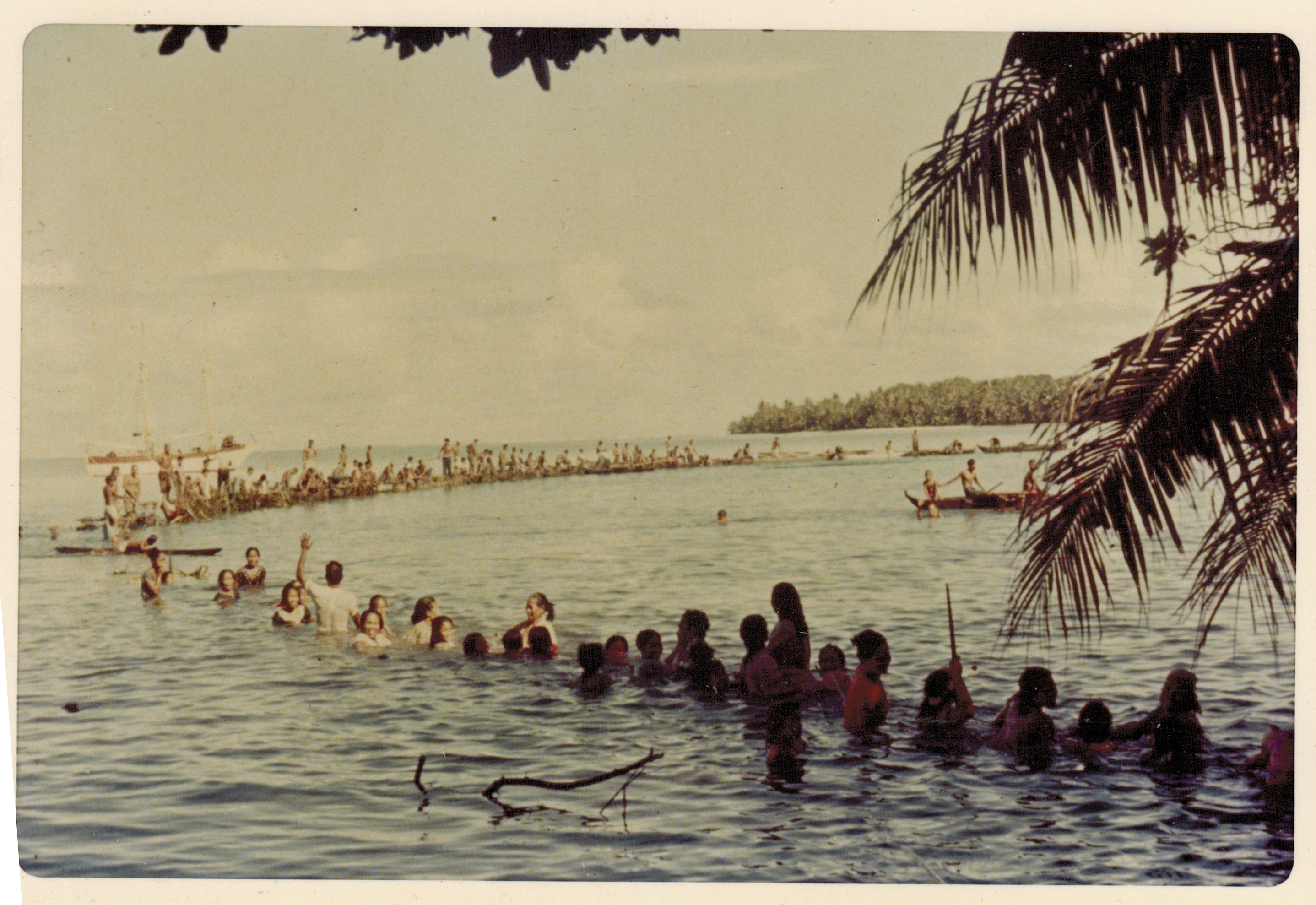
بومیان لوکونور در حال ماهی‌گیری (۱۹۴۷)